# USS Paul G. Baker (DE-642)
USS Paul G. Baker (DE-642) là một tàu hộ tống khu trục lớp Buckley được Hải quân Hoa Kỳ chế tạo trong Chiến tranh Thế giới thứ hai. Tên nó được đặt theo Trung úy Hải quân Paul Gerald Baker (1910-1942), phi công thuộc Liên đội Tiêm kích VF-2 phục vụ cùng tàu sân bay Lexington (CV-2), đã tử trận trong không chiến trong Trận chiến biển Coral ngày 7 tháng 5, 1942, và được truy tặng Huân chương Chữ thập Hải quân. Nó đã phục vụ cho đến khi chiến tranh kết thúc, xuất biên chế năm 1947 và bị tháo dỡ năm 1970. Paul G. Baker được tặng thưởng một Ngôi sao Chiến trận do thành tích phục vụ trong Thế Chiến II.

## Thiết kế và chế tạo
Những chiếc thuộc lớp tàu hộ tống khu trục Buckley có chiều dài chung 306 ft (93 m), mạn tàu rộng 37 ft 1 in (11,30 m) và độ sâu mớn nước khi đầy tải là 11 ft 3 in (3,43 m). Chúng có trọng lượng choán nước tiêu chuẩn 1.400 tấn Anh (1.400 t); và lên đến 1.740 tấn Anh (1.770 t) khi đầy tải. Hệ thống động lực bao gồm hai turbine hơi nước General Electric công suất 13.500 mã lực (10.100 kW), dẫn động hai máy phát điện công suất 9.200 kilôwatt (12.300 hp) để vận hành hai trục chân vịt;  công suất 12.000 hp (8.900 kW) cho phép đạt được tốc độ tối đa 23 kn (26 mph; 43 km/h), và có dự trữ hành trình 6.000 nmi (6.900 mi; 11.000 km) khi di chuyển ở vận tốc đường trường 12 kn (14 mph; 22 km/h).
Vũ khí trang bị bao gồm ba pháo 3 in (76 mm)/50 cal trên tháp pháo nòng đơn có thể đối hạm hoặc phòng không, một khẩu đội 1,1 inch/75 caliber bốn nòng và tám pháo phòng không Oerlikon 20 mm. Vũ khí chống ngầm bao gồm một dàn súng cối chống tàu ngầm Hedgehog Mk. 10 (có 24 nòng và mang theo 144 quả đạn); hai đường ray Mk. 9 và tám máy phóng K3 Mk. 6 để thả mìn sâu. Khác biệt đáng kể so với lớp Evarts dẫn trước là chúng có thêm ba ống phóng ngư lôi Mark 15 21 inch (533 mm). Thủy thủ đoàn đầy đủ bao gồm 186 sĩ quan và thủy thủ.
Paul G. Baker được đặt lườn tại xưởng tàu của hãng Bethlehem Steel Corporation tại San Francisco, California vào ngày 26 tháng 9, 1943. Nó được hạ thủy vào ngày 12 tháng 3, 1944; được đỡ đầu bởi bà Katherine E. Baker, vợ góa Trung úy Baker, và nhập biên chế vào ngày 25 tháng 5, 1944 dưới quyền chỉ huy của Hạm trưởng, Thiếu tá Hải quân Wallace Gordon Cornell.

## Lịch sử hoạt động

### Quần đảo Solomon và New Guinea
Sau khi hoàn tất chuyến đi chạy thử máy huấn luyện ngoài khơi bờ biển San Diego, California từ ngày 18 tháng 6, 1944, Paul G. Baker quay trở lại San Francisco vào ngày 20 tháng 7 để được sửa chữa sau chạy thử máy. Nó lên đường đi Seattle, Washington vào ngày 11 tháng 8, đến nơi hai ngày sau đó, rồi gia nhập một đoàn tàu vận tải tại Port Angeles, Washington để hộ tống chúng lên đường đi sang quần đảo Hawaii vào ngày 19 tháng 8; đoàn tàu đi đến Trân Châu Cảng vào ngày 27 tháng 8. Nó lại lên đường vào ngày 8 tháng 9 trong thành phần một đơn vị đặc nhiệm tàu sân bay hộ tống, ghé qua đảo Emirau trước khi đi đến đảo Manus thuộc quần đảo Admiralty vào ngày 19 tháng 9. Tại đây nó phục vụ hộ tống vận tải cùng Lực lượng Đặc nhiệm 11 cho đến ngày 24 tháng 9, khi nó lên đường đi vịnh Purvis tại đảo Florida thuộc quần đảo Solomon, đến nơi ba ngày sau đó.
Nhiệm vụ chính của Paul G. Baker tại khu vực quần đảo Solomon là hộ tống vận tải. Nó rời vịnh Purvis vào ngày 11 tháng 10 để đón Mormacsea tại vịnh Nữ hoàng Augusta, Bougainville, rồi hộ tống chiếc tàu buôn đi đến Munda, và quay trở về căn cứ vào ngày 15 tháng 10. Nó lại thực hiện một chuyến đi tương tự từ ngày 19 đến ngày 24 tháng 10, hộ tống cho chiếc SS Santa Monica đi từ Lunga Point, Guadalcanal đến đảo Treasury, rồi quay trở lại vịnh Purvis. Từ cuối tháng 11 cho đến hết tháng 12, nó hộ tống vận tải cho tàu bè đi lại giữa vịnh Purvis và Espiritu Santo, New Hebrides. Từ ngày 12 tháng 1, 1945, con tàu thực tập huấn luyện nhằm chuẩn bị cho chiến dịch đổ bộ tiếp theo lên quần đảo Ryukyu. Khởi hành từ quần đảo Russell vào ngày 15 tháng 3, nó đi ngang qua Saipan để đến Ulithi, rồi rời đảo san hô vào ngày 27 tháng 3 để hộ tống các tàu vận tải chuyển quân tham gia vào cuộc đổ bộ lên Okinawa.

### Okinawa
Đơn vị đặc nhiệm đi đến ngoài khơi Okinawa vào đúng ngày đổ bộ chính 1 tháng 4, và làm nhiệm vụ tuần tra bảo vệ các tàu vận tải ngoài khơi bãi Hagushi. Chiều tối hôm đó Paul G. Baker nổ súng chống trả một máy bay đối phương tìm cách xâm nhập khu vực đổ bộ. Nó đã bảo vệ cho các tàu vận tải đổ bô lực lượng và phương tiện vào ban ngày, và rút lui ra khơi vào ban đêm, cho đến khi nó rời khu vực vào ngày 5 tháng 4, bảo vệ cho các tàu vận tải rỗng rút lui về Guam, đến nơi vào ngày 9 tháng 4, rồi tiếp tục đi đến Ulithi để tham gia một đoàn tàu vận tải khác đi sang Okinawa.
Đi đến ngoài khơi Okinawa vào ngày 18 tháng 4, Paul G. Baker tham gia nhiệm vụ tuần tra bảo vệ chống tàu ngầm và phòng không đầy nguy hiểm. Lúc 17 giờ 45 phút ngày 22 tháng 4, máy bay đối phương bất ngờ tấn công mà không có cảnh báo trước, một máy bay đã đâm vào tàu khu trục Isherwood (DD-520) ở khu vực lân cận; rồi đến 18 giờ 47 phút một chiếc khác tiếp cận Paul G. Baker, tuy nhiên đến phút cuối nó lại lượn sang và đâm vào Swallow (AM-65), khiến chiếc tàu quét mìn lật úp và đắm chỉ trong vòng bốn phút. Chiếc tàu hộ tống khu trục đã đi đến trợ giúp, cứu vớt được chín sĩ quan và 69 thủy thủ; các tàu khác cũng hợp sức trong việc cứu hộ, cứu được tất cả ngoại trừ một người trong số thủy thủ đoàn của Swallow.
Các đợt không kích tiếp tục nhắm vào các tàu tuần tra một cách thường xuyên và ác liệt. Vào ngày 12 tháng 5, Paul G. Baker nổ súng nhắm vào hai máy bay đối phương đang tìm cách tấn công New Mexico (BB-40); mặc dù nó đã bắn rơi một chiếc Kamikaze, chiếc kia đã đâm trúng chiếc thiết giáp hạm. Sang ngày 24 tháng 5, nó tham gia bắn rơi một máy bay đối phương xuất hiện trong khu vực. Đến ngày 11 tháng 6, thêm một chiếc Kamikaze tiếp cận ở độ cao thấp, thoạt tiên đâm bổ xuống Lindenwald (LSD-6) trước khi chuyển sang nhắm vào Paul G. Baker, rồi lại lượn sang một tàu buôn. Hỏa lực phòng không của nó đã bắn rơi kẻ tấn công cách chiếc tàu buôn 50 ft (15 m).
Vào ngày 20 tháng 6, Paul G. Baker lên đường trong thành phần hộ tống một lực lượng thiết giáp hạm và tàu tuần dương để tuần tra tại khu vực Đông Nam Okinawa. Nó quay trở về Kerama Retto vào ngày 1 tháng 7, và từ đây đã thực hiện năm chuyến hộ tống vận tải khứ hồi giữa Okinawa và Saipan, kéo dài cho đến ngày 30 tháng 8.

### Sau chiến tranh
Khởi hành từ Saipan vào ngày 11 tháng 9, Paul G. Baker hộ tống cho chiếc Malabar (AF-37) hướng sang vịnh Tokyo, Nhật Bản, đi đến Yokosuka vào ngày 17 tháng 9. Nó lên đường quay trở về Saipan năm ngày sau đó, đến nơi vào ngày 25 tháng 9. Con tàu khởi hành vào ngày 4 tháng 11 cho hành trình quay trở Hoa Kỳ, về đến Astoria, Oregon vào ngày 21 tháng 11. Con tàu chuyển đến Portland, Oregon và Bremerton, Washington để được đại tu.
Thực hiện một chuyến đi sang Viễn Đông, Paul G. Baker đi đến Guam vào ngày 23 tháng 5, 1946, rồi lên đường vào ngày 26 tháng 6, ghé qua vịnh Buckner, Okinawa trước khi đi đến Thanh Đảo, Trung Quốc vào ngày 2 tháng 7. Sau những đợt thực hành huấn luyện cùng tàu khu trục tại vùng bờ biển Trung Quốc, nó khởi hành vào ngày 3 tháng 8 cho chuyến viếng thăm Hong Kong, đi đến Sasebo, Nhật Bản trước khi lên đường vào ngày 10 tháng 9, quay trở lại Thanh Đảo hai ngày sau đó. Trong một tháng tiếp theo, nó thực hành huấn luyện cùng một đội tìm-diệt tàu ngầm tại khu vực.
Rời Thanh Đảo vào ngày 12 tháng 10 cho hành trình quay trở Hoa Kỳ, Paul G. Baker có các chặng dừng tại Guam vào ngày 18 tháng 10; Trân Châu Cảng trong các ngày 27 và 28 tháng 10; và về đến vào ngày 4 tháng 11. Con tàu được cho xuất biên chế vào ngày 3 tháng 2, 1947 và được đưa về Hạm đội Dự bị Thái Bình Dương, neo đậu tại San Diego; nó không bao giờ được đưa ra hoạt động trở lại. Tên nó được cho rút khỏi danh sách Đăng bạ Hải quân vào ngày 1 tháng 12, 1969, và con tàu được bán để tháo dỡ vào tháng 10, 1970.

## Phần thưởng
Paul G. Baker được tặng thưởng một Ngôi sao Chiến trận do thành tích phục vụ trong Thế Chiến II.
|  |             |  |
|  | Bronze star |  |

| Dãi băng Hoạt động Tác chiến (truy tặng) |                                                                         |                                      |
| Huân chương Chiến dịch Hoa Kỳ            | Huân chương Chiến dịch Châu Á-Thái Bình Dương với 1 Ngôi sao Chiến trận | Huân chương Chiến thắng Thế Chiến II |